# Гисон, Джуди
Джу́дит Ама́нда «Джу́ди» Ги́сон (англ. Judith Amanda «Judy» Geeson; род. 10 сентября 1948, Арундел, Суссекс, Англия, США) — английская актриса.

## Биография
Джудит Аманда Гисон родилась 10 сентября 1948 года в Арунделе (графство Сассекс, Англия, США) в семье среднего класса, а её отец был редактором журнала «National Coal Board». У Джуди есть младшая сестра — актриса Салли Гисон (род.1950), от которой у неё есть трое племянников: Барни, Хэйли и Кристофер. Гисон окончила «Corona Stage Academy». В настоящее время она проживает в Голливуде (штат Калифорния, США).

## Карьера
Джуди начала свою карьеру в качестве театральной актрисы в 1957 года. В 1962 году Гисон дебютировала в кино, сыграв роль Джоан Фиппс в телесериале «Чрезвычайная ситуация — Палата 10». Всего она сыграла в 91 фильме и телесериале.

## Личная жизнь
В 1984—1989 года Джуди была замужем за актёром Кристоффером Табори (род.1952).

## Избранная фильмография
| Год       |   | Русское название                  | Оригинальное название   | Роль                             |
| --------- | - | --------------------------------- | ----------------------- | -------------------------------- |
| 1962      | с | Чрезвычайная ситуация — Палата 10 | Emergency – Ward 10     | Джоан Фиппс                      |
| 1975—1977 | с | Полдарк                           | Poldark                 | Кэролайн Пенвенен/Энис           |
| 1976      | ф | Орёл приземлился                  | The Eagle Has Landed    | Памела                           |
| 1980      | ф | Доминик                           | Dominique               | Марджори Крэйвен                 |
| 1980—1983 | с | Непридуманные истории             | Tales of the Unexpected | Сандра/Мэри                      |
| 1981      | ф | Планета ужасов                    | Inseminoid              | Сэнди                            |
| 1985—1986 | с | Она написала убийство             | Murder, She Wrote       | Илейн МакКомбер/сестра Рут Фарго |
| 1986      | с | Команда «А»                       | The A-Team              | Марлена Штрассер                 |
| 1986      | с | Отель                             | Hotel                   | Пэм Магнусон                     |
| 1988—1989 | с | Секретный агент Макгайвер         | MacGyver                | Элена Итурбе/Лиан Обер           |
| 1992—1999 | с | Без ума от тебя                   | Mad About You           | Мэгги Конуэй                     |
| 1995      | с | Звёздный путь: Вояджер            | Star Trek: Voyager      | Сандрин                          |
| 1998      | с | Лодка любви                       | The Love Boat           | Хлоя                             |
| 2000      | с | Прикосновение ангела              | Touched by an Angel     | Пуки                             |
| 2000      | с | Зачарованные                      | Charmed                 | Рут Кобб                         |
| 2001—2002 | с | Девочки Гилмор                    | Gilmore Girls           | Натали Суоп                      |
| 2012      | ф | Повелители Салема                 | The Lords of Salem      | Лейси Дойл                       |
| 2016      | ф | 31                                | 31                      | Сестра-Дракон                    |